# Tibia (ragno)

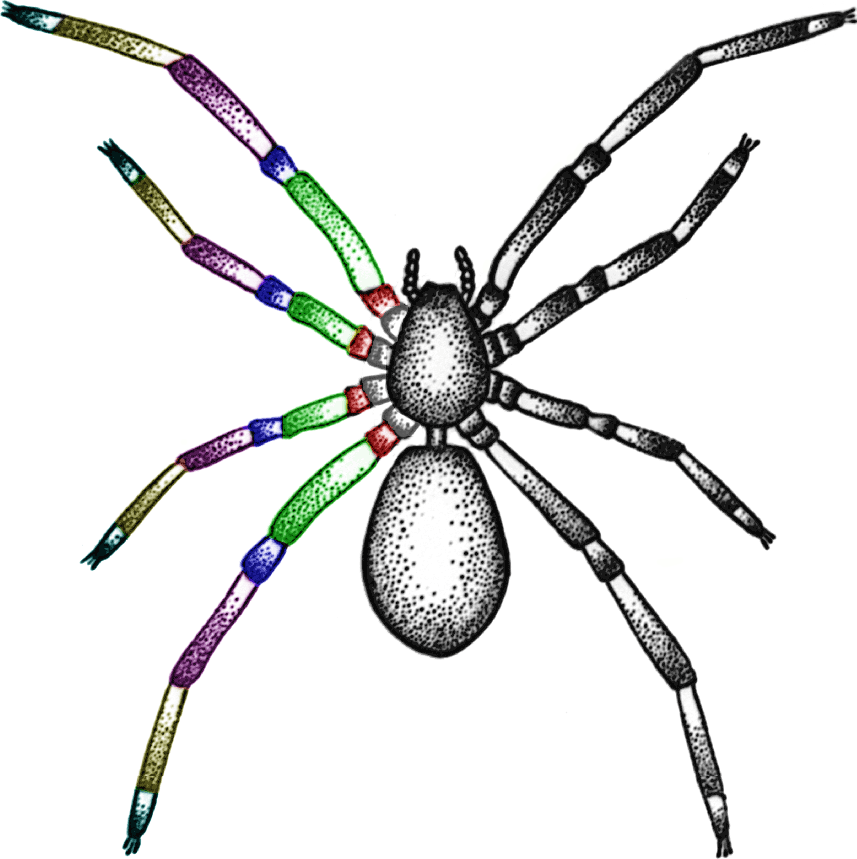
In questo schema si distinguono i segmenti o articoli che formano le zampe dei ragni attraverso colori diversi:
coxa = grigio
trocantere = rosso
femore = verde
patella = blu
tibia = viola
metatarso = giallo
tarso = celeste

La tibia di un ragno è il quinto segmento o articolo della zampa che pone in connessione la patella con il metatarso, rispettivamente quarto e sesto segmento della zampa in ordine distale dal corpo.

## Etimologia
La parola tibia deriva dal latino tibia, tibiae, che significava in origine flauto, ed in seguito, per similitudine di forma e dimensioni con l'osso della gamba umana, ha assunto il significato di stinco.

## Morfologia
La tibia ha forma cilindrica, allungata, dalla struttura leggermente più rigida: articolato saldamente alla patella, dirige i movimenti dei due segmenti terminali della zampa con l'ausilio di muscoli; i principali sono i seguenti:
1. Muscolo promotor & retractor tibiae,
2. Muscolo promotor & remotor tibiae,
3. Muscolo flexor patellae longus, questi tre collegano la patella alla tibia.[2].
4. Muscolo flexor metatarsi longus,
5. Muscolo flexor metatarsi bilobatus,
6. Muscolo flexor tarsi anticus et posticus,
7. Muscolo flexor tarsi major et minor, questi ultimi quattro allineano i movimenti della tibia con il metatarso, detto anche basitarso[2]

Nell'articolazione fra la patella e la tibia vi è un solo condilo a forma di X e l'articolazione è libera di muoversi solo in orizzontale. Questo movimento è dovuto ai muscoli n.2 e n.3 che si trovano interamente all'interno della patella stessa.
L'articolazione tibia-metatarso è disposta lungo una dorsale alquanto rigida che non consente alcuna possibilità di elevazione al metatarso; poiché la membrana articolare è abbastanza ampia, consente ampi movimenti di ripiegamento verso il corpo del ragno. Per l'efficacia di questo movimento, agiscono in sincronia i muscoli n.4 e n.6 alternativamente ai muscoli n.5 e n.7.